# Sežana (stacja kolejowa)
Sežana – stacja kolejowa w Sežanie, w Słowenii. Znajduje się na ulicy Kolodvorski. Jest obsługiwana przez Slovenske železnice.